# Hypolimnas usambara
Hypolimnas usambara är en fjärilsart som beskrevs av Ward 1872. Hypolimnas usambara ingår i släktet Hypolimnas och familjen praktfjärilar. Inga underarter finns listade i Catalogue of Life.

## Bildgalleri

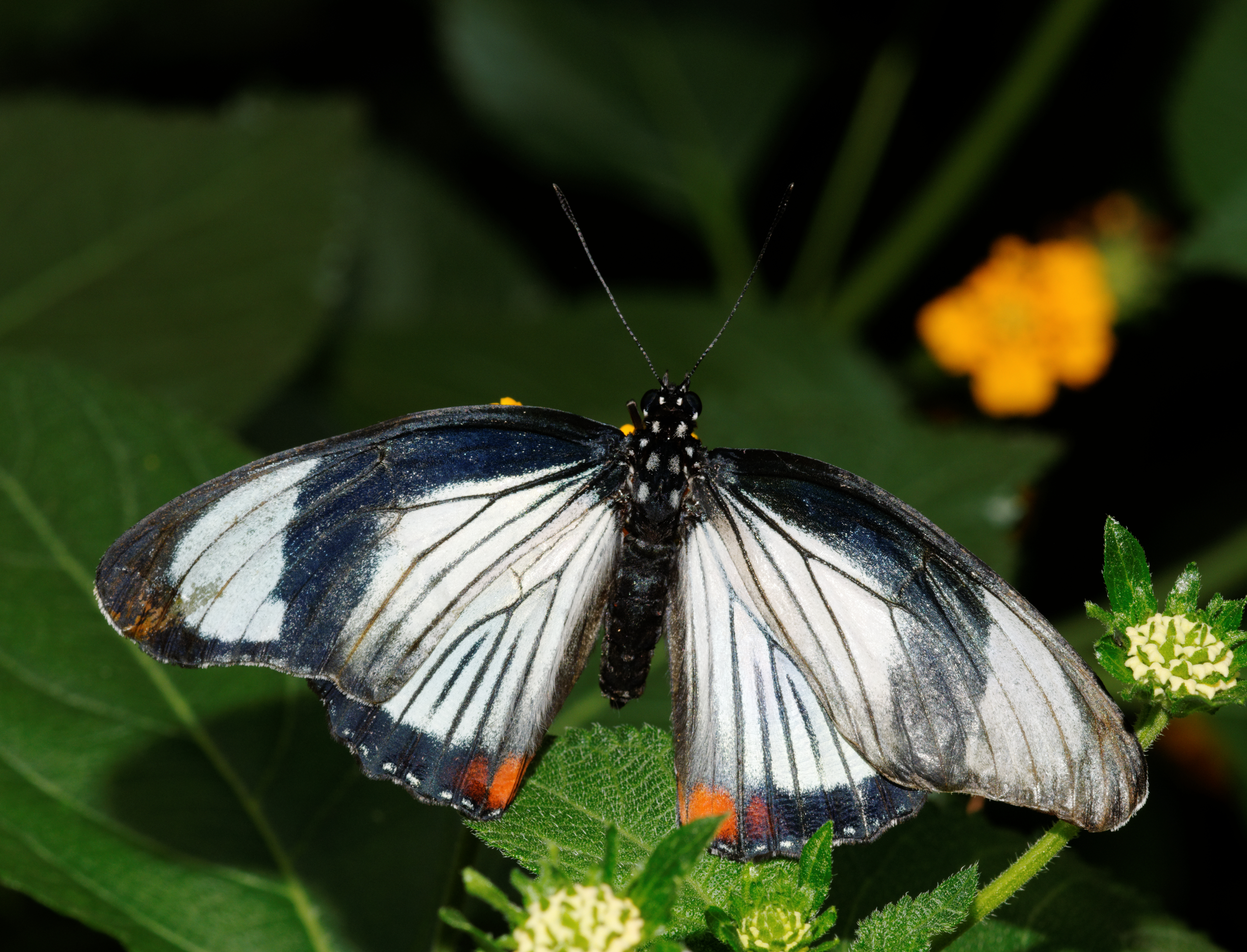